# 김주언
김주언(金周彥, 1954년 2월 2일 ~ )은 대한민국의 언론인이다.
1985년 보도 지침 폭로 사건에서 《월간 말》에 보도 지침 내용을 넘겨주어 국가보안법 위반, 외교상 기밀 누설, 국가 모독, 집회 및 시위에 관한 법률 위반을 들어 기소되어 구속되었으며, 1987년 6월 3일 집행유예로 풀려났다.
조선일보사의 이승복이 “우리는 북한은 싫어요. 공산당은 싫어요”라고 말했다는 특종 기사가 날조되었다고 주장하는 글을 지속적으로 발표해 출판물에 의한 명예훼손 혐의로 2002년 9월 3일 1심에서 징역 6개월, 2004년 10월 28일 항소심에서 6개월의 집행유예를 선고 받아 2006년 11월 24일 대법원에서 확정되었다.

## 경력
- 1980년 한국일보 기자
- 1992년 ~ 1994년 한국기자협회 회장
- 1994년 한국일보 과학부 차장대우
- 1998년
  - 한국기자협회 기협정책 기획위원장
  - 일간스포츠 사회레저부 부장
- 1999년]
  - 반부패국민연대 이사
  - 언론개혁시민연대 공동집행위원장
  - 언론개혁시민연대 사무총장
  - 언론개혁시민연대 추진위원회 실행위원장
- 2000년 방송위원회 연예오락 제2심의위원회 심의위원
- 2001년 한국언론재단 연구이사
- 2003년 제17대 국회의원선거 선거기사 심의위원
- 2006년 ~ 신문발전위원회 사무총장

## 수상
- 대통령표창
- 가톨릭 자유 언론상
- 안종필 언론상

## 저서
- 《한국의 언론통제》. 리북. 2009년 2월 5일. ISBN 9788987315911

## 같이 보기
- 보도 지침